# Irvin Kershner
Irvin Kershner (Filadèlfia, 29 d'abril de 1923 − Los Angeles, 27 novembre de 2010) va ser un director de cinema americà i actor ocasional, més conegut per dirigir pel·lícules peculiars, independent al començament de la seva carrera, i després creant la famosa pel·lícula Star Wars Episodi V: L'Imperi Contraataca.

## Antecedents
La formació artística i cultural d'Irvin Kershner va ser una barreja de música i art. L'estudi de la música (violí, viola i composició) va ser l'activitat més important dels seus primers anys. Va anar a la Universitat de Temple - Tyler School of Fine Arts a Filadèlfia. Més tard, es va traslladar a Nova York i Provincetown per estudiar amb el mestre Hans Hofmann. Després es va mudar a Los Angeles, on va estudiar fotografia a l'Art Center College of Design.
Va començar la seva carrera cinematogràfica a la Universitat del Sud de Califòrnia School of Cinematic Arts, l'ensenyament de la fotografia i aprendre cursos de cinema a Slavko Vorkapić, un artista del muntatge, que més tard va ser degà de la Facultat. En Kershner després va acceptar un treball com fotògraf en un projecte d'Estat al Departament de la pel·lícula Iran al programa del Punt Quart, que finalment va conduir a una tasca com a director i director de fotografia de documentals a l'Iran, Grècia i Turquia amb el Servei d'Informació dels Estats.
Quan va tornar als Estats Units, ell i en Paul Coates (1921-1968) va desenvolupar confidencial d'arxius, una sèrie documental de la televisió. Kershner va treballar com a guionista, director, càmera i editor. Més tard va desenvolupar i va dirigir la sèrie de televisió El Rebel (1959-1961), així com els pilots de La caldera del diable, Caín Cent, Philip Marlowe, i altres.
Després va passar a les pel·lícules, algunes de les més conegudes de les quals són: Hoodlum Priest, protagonitzada per Don Murray La sort del gingebre Coffey de Robert Shaw i Mare Ure, Un boig meravellós (amb Sean Connery, Joanne Woodward i Jean Seberg), L'home Flim-Flam protagonitzada per George C. Scott, Up the Sandbox de Barbra Streisand, La venjança d'un home anomenat Cavall protagonitzada per Richard Harris, el telefilm aclamat per la crítica Raid on Entebbe que va ser nominat a nou Emmys, incloent-hi el de la Millor Direcció, Els ulls de Laura Mars protagonitzada per Faye Dunaway i Tommy Lee Jones.
Kershner es considerava un internacionalista. Va dir: "He estat un estudiant de la cristiandat que he estat interessat en la base històrica de la religió musulmana. He estudiat Budisme Jo no penso en mi mateix com un arxiu. Jueu, excepte pel naixement, ja que no segueixen els costums Sóc Jueu perquè altres persones em consideren així que el meu orgull és ser internacional Hi havia una galàxia: .. Un diari de La realització de l'Imperi Contraataca per Alan Arnold (1980, Sphere Books) p.238
| « | Tinc por de patriotiste. El món s'ha tornat molt petit i còsmic la consciència fa que el patriotisme sembli una idea dels adolescents, de manera que les ments immadures són fàcils de manipular per ella. Realment crec que el patriotisme en el seu sentit general significa acceptar els prejudicis socials, i els menys que tenen d'ells els més lliures serem. | » |

## Star Wars Episodi V: L'Imperi Contraataca
Kershner és conegut com el director de L'imperi contraataca, la segona part de la trilogia original de Star Wars. Kershner va fer una elecció sorprenent per la pel·lícula, segons ell, quan li va preguntar el productor George Lucas:

Caràtula del DVD Star Wars Episodi V: L'Imperi Contraataca

"De tots els nois més joves del voltant, totes les preses en calent, per què jo?"
En Lucas li va respondre: "Bé, ja saps tot el que se suposa que un director de Hollywood ha de conèixer, però tu no ets a Hollywood."
Kershner, que era un candidat atractiu com a director per a Lucas, a causa del seu enfocament en el desenvolupament dels personatges, es va mostrar reticent a dirigir la pel·lícula. Quan se li va preguntar per Lucas a treballar en el projecte durant el dinar, Kershner es va negar. L'Agent de Kershner li va dir sobre la reunió i el va animar a prendre la feina. Del seu estil cinematogràfic, Kershner va dir: 
| « | "M'agrada omplir el quadre amb les cares dels personatges. No hi ha res més interessant que el paisatge del rostre humà." | » |

 Comentari del director al dvd de la pel·lícula L'imperi contraataca.

## Treball posterior
Després de L'imperi contraataca, Kershner dirigí Mai diguis mai més, amb Sean Connery tornant a interpretar en James Bond, la pel·lícula de l'HBO L'home,Viatjant protagonitzada per John Lithgow i Jonathan Silverman, per la qual Kershner va ser nominat per a un Premi ACE, i RoboCop 2. També ha dirigit diversos episodis de la sèrie de televisió SeaQuest DSV, i va fer el seu debut com a actor a la pel·lícula de Martin Scorsese La última temptació de Crist (1988), interpretant Zebedeu, el pare dels apòstols Jaume i Joan. Va dirigir a Steven Seagal a la pel·lícula En terra perillosa.
Era membre de la facultat del Màster Programa d'Escriptura Professional a la Universitat del Sud de Califòrnia.

## Mort
Kershner va morir el 27 de novembre del 2010 a casa seva, a Los Angeles, després d'una batalla d'un any i tres mesos i mig amb un càncer de pulmó. Kershner morí als 87 anys, essent encara director de cinema. Tot i ser director, Kershner havia estat treballant en fotografia abans de morir.

## Filmografia
- Punt de mira al carrer Droga (1958)
- El joves captius (1959)
- Cara sota la pluja (1963)
- La sort de gingebre Coffey (1964)
- Un boig meravellós (1966)
- L'home Flim-Flam (1967)
- Amor (1970)
- Up the Sandbox (1972)
- Dos espies bojos (S * P * I * S) (1974)
- La venjança d'un home anomenat cavall (1976)
- Raid on Entebbe (1977)
- Els ulls de Laura Mars (1978)
- Star Wars Episodi V: L'Imperi Contraataca (1980)
- Never Say Never Again (1983)
- L'Última Temptació de Crist (actor) (1988)
- RoboCop 2 (1990)
- SeaQuest DSV (sèrie de televisió) (1993)